# Ebola Syndrome
Pour plus de détails, voir Fiche technique et Distribution.
Ebola Syndrome (伊波拉病毒, Yi boh lai beng duk) est un film hongkongais réalisé par Herman Yau, sorti en 1996.

## Synopsis
Kai, obsédé sexuel vulgaire qui a tué trois personnes à Hong Kong, s'exile en Afrique du Sud. Dix ans plus tard, il travaille toujours dans le même restaurant chinois. Son patron connaît ses crimes et lui a offert un endroit pour se cacher. Un jour, Kai va avec son patron acheter des cochons à une tribu africaine ; ils remarquent un nombre assez important de cadavres de personnes mortes d'une façon horrible. Sur le chemin du retour, ils ont un accident de voiture en pleine brousse. Pendant que son patron essaie de réparer le véhicule, Kai s'éclipse. Il trouve une femme africaine malade allongée sur le sol et décide de la violer. Un jour plus tard, Kai a une grosse fièvre et va voir un médecin qui lui dit qu'il est probablement infecté par le virus Ebola.

## Fiche technique
- Titre : Ebola Syndrome
- Titre original : 伊波拉病毒 (Yi boh lai beng duk)
- Réalisation : Herman Yau
- Scénario : Chau Ting
- Musique : Brother Hung
- Photographie : Yu Kwok Bing
- Montage : Choi Hung
- Production : Wong Jing et Li Siu Kay
- Pays de production :  Hong Kong
- Format : couleur — 35 mm — 1,85:1 — son monophonique
- Genre : Comédie horrifique
- Durée : 98 minutes
- Date de sortie :
  - Hong Kong : 15 juin 1996
  - France : 15 avril 2022 (festival Hallucinations collectives)[1]
- Classification
  - Hong Kong : cat III
  - France : interdit aux moins de 16 ans

## Distribution
- Anthony Wong Chau-sang : Kai San
- Marianne Chan : Ha
- Lo Mang : Kei, le patron
- Shing Fui-on : le chef d'une triade
- Vincent Wan : Yeung

## Commentaires
- Distribué en France directement en DVD sous la bannière Metropolitan depuis 2006, au sein d'une collection dédiée aux films de Catégorie 3[réf. souhaitée].
- Il faut savoir que le virus Ebola à l'époque était réellement d'actualité et a été traité dans Alerte ! de Wolfgang Petersen qu'Ebola Syndrome parodie ouvertement.